# Crystal City, Texas
För andra orter med samma namn, se Crystal City.
Crystal City är en stad i den amerikanska delstaten Texas med en yta av 9,4 km² och en folkmängd, som uppgår till 7 190 invånare (2000). Crystal City är huvudorten i Zavala County. I staden fanns under andra världskriget justitiedepartementets interneringsläger för japaner, tyskar och italienare. De flesta internerade i Crystal City var sydamerikanska medborgare av italiensk, tysk och främst japansk härkomst.
Karl-Alfredstatyn är en av Crystal Citys sevärdheter. Statyn restes 1937 på initiativ av områdets spenatodlare.